# Cristian Daniel Ledesma
Cristian Ledesma (Puerto Madryn, 1982. szeptember 24. –) argentin labdarúgó.